# Space Delta 15
Lo Space Delta 15 è un'unità di operazioni spaziali della United States Space Force, inquadrata nello United States Space Command. Il suo quartier generale è situato presso la Schriever Space Force Base, in Colorado.

## Missione
Il delta è l'organizzazione di Comando e Controllo all'interno delle Space Operations Command. La sua missione è sostenere il comando e controllo operativo delle forze assegnate ed aggregate nella protezione e la difesa dello spazio attraverso l'Integrated Space Battle Management, l'intelligence e le capacità cyber.

## Organizzazione
Attualmente, al 2023, esso controlla:
- 15th Command and Control Squadron
- 15th Intelligence, Surveillance and Reconnaissance Squadron
- 15th Cyber Squadron